# 哈蒂杰·厄尔盖
哈蒂杰·厄尔盖（英語：Hatice Gizem Örge，1993年4月26日—），土耳其女子排球運動員，司職自由球員。現時效力於土超豪門球隊費內巴切女排俱樂部。
厄尔盖在2014年開始成為土耳其國家女子排球隊一員。她随国家队在2023年世界女排聯賽中奪得金牌，并获评最佳自由人；在2018年世界女排聯賽中获得銀牌。

## 獎項

### 个人荣誉
- 2017–18赛季：歐洲女排聯賽冠軍盃–最佳自由球員
- 2018年：世界女排俱樂部錦標賽–最佳自由球員
- 2023年：女子排球國家聯賽–最佳自由球員

### 俱樂部
- 2016年世界女排俱樂部錦標賽： - 銅牌（瓦基弗銀行女排俱樂部）
- 2016年土耳其冠軍杯： - 銀牌（瓦基弗銀行女排俱樂部）
- 2016–17赛季土耳其女排超級聯賽： - 銅牌（瓦基弗銀行女排俱樂部）
- 2016–17赛季歐洲女排聯賽冠軍盃： - 金牌（瓦基弗銀行女排俱樂部）
- 2017年世界女排俱樂部錦標賽： - 金牌（瓦基弗銀行女排俱樂部）
- 2017年土耳其冠軍杯： - 金牌（瓦基弗銀行女排俱樂部）
- 2017年土耳其杯： - 金牌（瓦基弗銀行女排俱樂部）
- 2017–18赛季土耳其女排超級聯賽： - 金牌（瓦基弗銀行女排俱樂部）
- 2017–18赛季歐洲女排聯賽冠軍盃： - 金牌（瓦基弗銀行女排俱樂部）
- 2017年土耳其冠軍杯： - 銀牌（瓦基弗銀行女排俱樂部）
- 2018年世界女排俱樂部錦標賽： - 金牌（瓦基弗銀行女排俱樂部）
- 2018-19赛季土耳其女排超級聯賽： - 金牌（瓦基弗銀行女排俱樂部）

### 國家隊
- 2018年世界女排聯賽： - 銀牌